# 夏季奥林匹克运动会高尔夫球比赛
高爾夫球是現時夏季奥林匹克运动会正式比賽項目，最早曾為1900年奧運、1904年奧運正式比賽項目，4年後的倫敦奧運原本高爾夫球已經列入比賽項目，但英國高爾夫球手之間的內部糾紛決定杯葛賽事，最終只有上屆金牌得主乔治·里昂成為唯一一位參賽者之下而被迫取消比賽；2009年10月在哥本哈根舉行的國際奧委會會議上，國際奧委會決定為2016年夏季奧運會恢復高爾夫球再次成為正式項目。
國際高爾夫總會根據2021年6月21日（男子）和2021年6月28日（女子）的世界排名來分配名額。男女子賽事各共有60個參賽名額。參賽人數方面，如果一個國家/地區在一個小項上有3名選手位列奧運排名前15位，則該國家/地區可在該小項上最多派出3名選手。如果一個國家/地區在一個小項上有4名及以上的選手位列奧運排名前15位，則該國家/地區可在該小項上最多派出4名選手。其餘情況下，每個國家/地區在每個小項上最多可派出兩名選手。國際高爾夫總會保證主辦國和每個地理區域（非洲、美洲、亞洲、歐洲和大洋洲）都至少會有一名球員取得資格。

## 獎牌榜
以下獎牌榜是統計在歷屆奧運會高爾夫球比賽（1900年－2024年）獲得過獎牌的國家及地區。
| 排名                      | 国家 / 地区               | 金牌 | 銀牌 | 銅牌 | 总计 |
| ------------------------- | ------------------------- | ---- | ---- | ---- | ---- |
| 1                         | 美国（USA）               | 6    | 3    | 5    | 14   |
| 2                         | 英国（GBR）               | 1    | 2    | 1    | 4    |
| 3                         | 新西兰（NZL）             | 1    | 1    | 1    | 3    |
| 4                         | 加拿大（CAN）             | 1    | 0    | 0    | 1    |
| 4                         | 韩国（KOR）               | 1    | 0    | 0    | 1    |
| 6                         | 日本（JPN）               | 0    | 1    | 1    | 2    |
| 7                         | 德国（GER）               | 0    | 1    | 0    | 1    |
| 7                         | 斯洛伐克（SVK）           | 0    | 1    | 0    | 1    |
| 7                         | 瑞典（SWE）               | 0    | 1    | 0    | 1    |
| 10                        | 中国（CHN）               | 0    | 0    | 2    | 2    |
| 11                        | 中华台北（TPE）           | 0    | 0    | 1    | 1    |
| 总计（共11个国家 / 地区） | 总计（共11个国家 / 地区） | 10   | 10   | 11   | 31   |

## 歷屆比賽場地
| 年份   | 主辦城市   | 比賽場地                                      |
| ------ | ---------- | --------------------------------------------- |
| 1900年 | 巴黎       | 貢比涅高爾夫俱樂部（Compiègne Golf Club）     |
| 1904年 | 圣路易斯   | 格倫埃科鄉村俱樂部 （Glen Echo Country Club） |
| 2016年 | 里約熱內盧 | 奧林匹克高爾夫球場                            |
| 2020年 | 東京       | 埼玉縣川越市，霞關鄉村俱樂部                  |
| 2024年 | 巴黎       | 吉揚庫爾，國家高爾夫球場                      |

## 历届獎牌得主

### 男子個人
| 比賽地點       | 金牌                   | 银牌                      | 铜牌                    |
| 1900年巴黎     | 查爾斯·桑德斯（美国）  | 華特·拉瑟福德（英国）     | David Robertson（英国） |
| 1904年圣路易斯 | 乔治·里昂（加拿大）    | Chandler Egan（美国）     | Burt McKinnie（美国）   |
| 1904年圣路易斯 | 乔治·里昂（加拿大）    | Chandler Egan（美国）     | Francis Newton（美国）  |
| 1908年         | 取消                   | 取消                      | 取消                    |
| 1912年         | 未被列入奧運會比賽項目 | 未被列入奧運會比賽項目    | 未被列入奧運會比賽項目  |
| 1920年         | 取消                   | 取消                      | 取消                    |
| 1924年–2012年  | 未被列入奧運會比賽項目 | 未被列入奧運會比賽項目    | 未被列入奧運會比賽項目  |
| 2016年里約     | 賈斯汀·羅斯（英国）    | 亨里克·斯滕松（瑞典）     | 馬特·庫查爾（美国）     |
| 2020年東京     | 山大·蕭佛利（美国）    | 羅里·薩巴蒂尼（斯洛伐克） | 潘政琮（中华台北）      |
| 2024年巴黎     | 斯科蒂·謝弗勒（美国）  | 托米·弗利特伍德（英国）   | 松山英樹（日本）        |

### 女子個人
| 比賽地點      | 金牌                    | 银牌                     | 铜牌                   |
| 1900年巴黎    | 瑪格麗特·艾伯特（美国） | Pauline Whittier（美国） | Daria Pratt（美国）    |
| 1904年–2012年 | 未被列入奧運會比賽項目  | 未被列入奧運會比賽項目   | 未被列入奧運會比賽項目 |
| 2016年里約    | 朴仁妃（韩国）          | 高寶璟（新西兰）         | 馮珊珊（中国）         |
| 2020年東京    | 奈莉·科達（美国）       | 稻見萌寧（日本）         | 高寶璟（新西兰）       |
| 2024年巴黎    | 高寶璟（新西兰）        | 埃丝特·亨泽莱特（德国）  | 林希妤（中国）         |

1. ↑  在1904年夏季奧運會上，由於英格蘭和蘇格蘭代表之間的爭執，英國高爾夫球選手因此抵制比賽，導致加拿大選手喬治·里昂（George Lyon）成為唯一的參賽者。奧運會主辦方提出頒發金牌給里昂，但他拒絕接受。
2. ↑  由於缺乏參賽者而取消。

### 男子团体賽
| 比賽地點       | 金牌        | 银牌        | 铜牌        |
| 1904年圣路易斯 | 美国（USA） | 美国（USA） | 美国（USA） |